# Coll Ferrera
El Coll Ferrera és un pas situada a cavall dels termes municipals de Baix Pallars (antic terme de Baén i Soriguera (terme primigeni de Soriguera), a la comarca del Pallars Sobirà.
Està situat a l'extrem nord del terme de Baén i al sud del de Soriguera, entre la Serra de Bovet, a ponent, i la carena del cim de les Pantalles, a llevant. Al nord-oest del coll s'estén el Bosc d'Arcalís i al nord-est el Bosc Negre, mentre que al sud hi ha tot el Solà de Baén, amb el paratge dels Esterregadors i la petita vall de la Llau de les Planelles.